# Fellen
Fellen település Németországban, azon belül Bajorországban. Lakosainak száma 855 fő (2023. december 31.). Fellen Herrnwald, Burgsinn és Lohr am Main községekkel határos.

## Népesség
A település népessége az elmúlt években az alábbi módon változott:
| Lakosok száma | 498  | 953  | 964  | 972  | 851  | 856  | 873  | 859  | 837  | 855  |
|               | 1875 | 1950 | 1975 | 1987 | 2012 | 2014 | 2016 | 2017 | 2021 | 2023 |